# Mutsuo Tahara
Mutsuo Tahara (田原 睦夫, Tahara Mutsuo), né le 23 avril 1943 à Fushimi (Kyoto) et mort le 19 février 2016 était un juge japonais qui était un membre de la Cour suprême du Japon,.